# Kory Sheets
Kory Gerren Sheets (Manchester, 31 marzo 1985) è un ex giocatore di football americano statunitense che ha militato nel ruolo di running back nella National Football League (NFL). Al college giocò a football alla Purdue University.

## Carriera universitaria
Nei suoi 4 anni con i Purdue Boilermakers vinse il seguente titolo:
- Motor City Bowl: 1

2007

## Carriera professionistica

### San Francisco 49ers
Sheets firmò come free agent con i San Francisco 49ers, dopo non esser stato scelto al draft NFL 2009. Il 5 ottobre venne svincolato per poi firmare il giorno seguente con la squadra di allenamento.

### Miami Dolphins
Il 13 ottobre 2009 venne preso dai Miami Dolphins dalla squadra d'allenamento dei 49ers. Debuttò il 19 novembre contro i Carolina Panthers, chiudendo la stagione da rookie giocando 2 partite con una corsa per 5 yard. Il 4 agosto 2010 venne inserito nella lista infortunati a causa di un grave infortunio al tendine d'achille destro.
Il 23 agosto 2011 venne svincolato.

### Carolina Panthers
Il 30 novembre 2011 firmò con la squadra di allenamento dei Carolina Panthers, senza scendere in campo.

### Saskatchewan Roughriders
Il 10 febbraio 2012 firmò con i Saskatchewan Roughriders. Nel 2013 vinse la Grey Cup, il titolo di MVP della Grey Cup dopo aver corso un record della manifestazione di 197 yard e prese parte all'All-Star Game della CFL.

### Oakland Raiders
Il 12 febbraio 2014 firmò con gli Oakland Raiders come riserva futura.

## Palmarès
- Grey Cup: 1

Saskatchewan Roughriders: 2013
- MVP della Grey Cup: 1

2013

## Statistiche
NFL
| Partite totali         | 2 |
| Partite da titolare    | 0 |
| Yard su ricezione      | 0 |
| Touchdown su ricezione | 0 |
| Yard su corsa          | 5 |
| Touchdown su corsa     | 0 |

Statistiche aggiornate alla stagione 2013